# Lijst van rijksmonumenten in Acquoy
De plaats Acquoy telt 13 inschrijvingen in het rijksmonumentenregister. Hieronder een overzicht.
| Object | Oorspronkelijke functie?  | Bouwjaar                | Architect | Locatie                | Coördinaten?                 | Nr.?   | Afbeelding |
| --- | ------------------------- | ----------------------- | --------- | ---------------------- | ---------------------------- | ------ | --- |
| Huize Acquoy | Boerderij                 | 1789                    |           | Lingedijk 22           | 51° 53' 0" NB, 5° 8' 11" OL  | 16484  | Meer afbeeldingen                                                                                                |
| Pand met verdieping onder een zadeldak | Boerderij                 | 1761                    |           | Lingedijk 82           | 51° 52' 46" NB, 5° 8' 11" OL | 16485  | Meer afbeeldingen                                                                                                |
| Pand met verdieping onder een zadeldak | Boerderij                 | 1761                    |           | Lingedijk 84           | 51° 52' 46" NB, 5° 8' 12" OL | 16486  | Meer afbeeldingen                                                                                                |
| Rechthoekig polderhuis | Bestuursgebouw en onderdl | 1830 (herbouw)          |           | Lingedijk 93           | 51° 52' 44" NB, 5° 8' 16" OL | 16487  | Meer afbeeldingen                                                                                                |
| Hervormde Kerk | Kerk en kerkonderdeel     | 1844                    |           | Lingedijk 96           | 51° 52' 45" NB, 5° 8' 15" OL | 16488  | Meer afbeeldingen                                                                                                |
| Scheve toren der Hervormde Kerk | Kerk en kerkonderdeel     | tweede helft 15e eeuw   |           | Lingedijk 96           | 51° 52' 45" NB, 5° 8' 14" OL | 16489  | Meer afbeeldingen                                                                                                |
| Gepleisterde hoeve met stal | Boerderij                 | waarschijnlijk 18e eeuw |           | Lingedijk 122          | 51° 52' 38" NB, 5° 8' 12" OL | 16490  | Gepleisterde hoeve met stal                                                                                      |
| De Oude Horn | Gemaal                    | 1859                    |           | Acquoyseweg 1          | 51° 53' 22" NB, 5° 6' 54" OL | 523743 | Meer afbeeldingen                                                                                                |
| Nieuwe Hollandse Waterlinie Cluster 65 Werk op de spoorweg bij de Diefdijk: Fortaanleg en aardwerken                                         | Fort, vesting en -onderdl | 1880-1885               |           | Diefdijk bij 26        | 51° 53' 44" NB, 5° 7' 9" OL  | 531761 | Meer afbeeldingen                                                                                                |
| Werk op de spoorweg bij de Diefdijk: Bomvrije wachthuis A                                                                                    | Bomvrij militair object   | 1880                    |           | Diefdijk bij 26        | 51° 53' 45" NB, 5° 7' 11" OL | 531762 | Meer afbeeldingen                                                                                                |
| Werk op de spoorweg bij de Diefdijk: Bomvrije remise D                                                                                       | Bomvrij militair object   | 1885                    |           | Diefdijk bij 26        | 51° 53' 44" NB, 5° 7' 12" OL | 531763 | Meer afbeeldingen                                                                                                |
| Werk op de spoorweg bij de Diefdijk: Bomvrije remise / Telegraafgebouw B                                                                     | Bomvrij militair object   | 1885                    |           | Diefdijk bij 26        | 51° 53' 46" NB, 5° 7' 11" OL | 531764 | Upload foto |
| Werk op de spoorweg bij de Diefdijk: Brug en kraanbrug                                                                                       | Fort, vesting en -onderdl | 1880-1885               |           | Diefdijk bij 26        | 51° 53' 45" NB, 5° 7' 8" OL  | 531765 | Meer afbeeldingen                                                                                                |
| Werk op de spoorweg bij de Diefdijk: Bomvrije keuken met kantine C                                                                           | Bomvrij militair object   | 1885                    |           | Diefdijk bij 26        | 51° 53' 44" NB, 5° 7' 10" OL | 532025 | Upload foto |
| Nieuwe Hollandse Waterlinie Cluster 66 Betonnen werken omgeving Werk op de spoorweg: Groepsschuilplaatsen type P                             | Bomvrij militair object   | 1939 -1940              |           | Diefdijk               | 51° 53' 48" NB, 5° 7' 2" OL  | 531858 | Nieuwe Hollandse Waterlinie Cluster 66 Betonnen werken omgeving Werk op de spoorweg: Groepsschuilplaatsen type P |
| Betonnen werken omgeving Werk op de spoorweg: Gemaal De Oude Horn met inundatie- keer- en uitwateringssluis                                  | Fort, vesting en -onderdl | 1860                    |           | Acquoyseweg 1          | 51° 53' 22" NB, 5° 6' 54" OL | 531867 | Meer afbeeldingen                                                                                                |
| Nieuwe Hollandse Waterlinie Cluster 67 Fort Asperen: Fortaanleg en aardwerken                                                                | Fort, vesting en -onderdl | 1845-1850               |           | Langendijk 60          | 51° 52' 37" NB, 5° 7' 15" OL | 531772 | Meer afbeeldingen                                                                                                |
| Fort Asperen: Toren A | Waarnemingspost           | 1841 -1864              |           | Langendijk 60          | 51° 52' 37" NB, 5° 7' 14" OL | 531773 | Meer afbeeldingen                                                                                                |
| Fort Asperen: Gebouw B Contrescarp met remise, buskruit- en projectielenmagazijn en vulplaats                                                | Bijgebouwen               | 1880                    |           | Langendijk 60          | 51° 52' 37" NB, 5° 7' 14" OL | 531774 | Meer afbeeldingen                                                                                                |
| Fort Asperen: Betonnen wachthuis / wachtgebouw                                                                                               | Bijgebouwen               | 1915                    |           | Langendijk 60          | 51° 52' 38" NB, 5° 7' 14" OL | 531775 | Upload foto |
| Fort Asperen: groepsschuilplaatsen type P | Militair verblijfsgebouw  | 1939-1940               |           | Langendijk 60          | 51° 52' 34" NB, 5° 7' 13" OL | 531776 | Meer afbeeldingen                                                                                                |
| Fort Asperen: Houten Loods | Militaire opslagplaats    | 1880                    |           | Langendijk 60          | 51° 52' 37" NB, 5° 7' 13" OL | 531777 | Meer afbeeldingen                                                                                                |
| Fort Asperen: Betonnen waarnemingsposten | Waarnemingspost           | 1914                    |           | Langendijk 60          | 51° 52' 35" NB, 5° 7' 14" OL | 531778 | Meer afbeeldingen                                                                                                |
| Fort Asperen: Fortwachterswoning H | Bijgebouwen               | 1925-1940               |           | Langendijk 60          | 51° 52' 39" NB, 5° 7' 15" OL | 531779 | Meer afbeeldingen                                                                                                |
| Fort Asperen: Stenen schuur bij de fortwachterswoning                                                                                        | Bijgebouwen               | 1930                    |           | Langendijk 60          | 51° 52' 38" NB, 5° 7' 16" OL | 531780 | Upload foto |
| Fort Asperen: Nissenhut /opslaggebouw / magazijn                                                                                             | Bijgebouwen               | 1950                    |           | Langendijk 60          | 51° 52' 39" NB, 5° 7' 12" OL | 531781 | Upload foto |
| Nieuwe Hollandse Waterlinie Cluster 69 Betonnen werken bij Asperen: Betonblokken van koepelkazematten type G                                 | Kazemat                   | 1939-1940               |           | Meerdijk               | 51° 52' 52" NB, 5° 7' 16" OL | 531795 | Meer afbeeldingen                                                                                                |
| Betonnen werken bij Asperen: Groepsschuilplaatsen type P                                                                                     | Militair verblijfsgebouw  | 1939-1940               |           | Meerdijk en Langendijk | 51° 52' 25" NB, 5° 7' 21" OL | 531802 | Meer afbeeldingen                                                                                                |
| Nieuwe Hollandse Waterlinie Cluster 601: Lingesluizen bij Asperen: Ooster inundaties- en keersluis / waaiersluis met brug en schotbalkopslag | Fort, vesting en -onderdl |                         |           | Langendijk             | 51° 52' 40" NB, 5° 7' 11" OL | 531826 | Meer afbeeldingen                                                                                                |